# فاطمة تحيحيت
فاطمة بانو، المعروفة بالرايسة فاطمة تحيحيت مزًين (بالأمازيغية: ⴼⴰⵟⵉⵎⴰ ⵜⵉⵃⵉⵃⵉⵜ)، مغنية وممثلة مغربية من مواليد سنة 1969 بتمنار بمنطقة حاحا.

## مسارها
وُلدت فاطمة بانو سنة 1969 بمنطقة إحاحان نواحي الصويرة بالمغرب، وهو سبب تلقيبها بتحيحيت (أي السيدة من منطقة حاحا باللغة الأمازيغية).
ترعرعت فاطمة وسط أسرة من 7 أطفال، وتم إجبارها على الزواج وسنها لم يكن يتجاوز الثامنة. لم يتكلل الزواج بالنجاح، فطلقت وتزوجت بأحد أبناء عمومتها. لم يستمر ذلك الزواج بدوره فوجدت فاطمة نفسها مطلقة وأما لطلفة وهي بسن 15 سنة.
كانت عند فاطمة موهبةٌ موسيقيةٌ واضحةٌ، مما جعلها تلتحق سنة 1983 بفرقة الحاج محمد البنسير وتحترف الغناء. أسست سنة 1986 مجموعتها الخاصة، و التي تعاملت بها مع فنانين مرموقين مثل الحاج عمر واهروش و آيت بونصير. شاركت فاطمة تحيحيت في عدة مهرجانات داخل المغرب وخارجه، وغنت في بلدان مُتعددة مثل فرنسا وأندونيسيا والولايات المتحدة الأمريكية والسعودية.
لدى فاطمة تحيحيت تجربةٌ في التمثيل كذلك حيث أدت أدوارًا في عدد من الأفلام والمُسلسلات المغربية مثل فيلم المحبة الزايدة (2014) مسلسل أمان إروفان (2016).

## روابط خارجية
- فاطمة تحيحيت على موقع IMDb (الإنجليزية)
- فاطمة تحيحيت على موقع ديسكوغز (الإنجليزية)